# 室埴村
室埴村（むろはにむら）は、兵庫県出石郡にあった村。現在の豊岡市出石町の南部にあたる。

## 地理
- 山岳：西床尾山、東床尾山
- 河川：出石川、菅川、奥山川、和屋川

## 歴史
- 1889年（明治22年）4月1日 - 町村制の施行により、出石郡荒木村、上村、上野村、奥山村、鍛冶屋村、桐野村、暮坂村、寺坂村、日野辺村・福住村、福見村、細見村および弘原町分の一部の区域をもって発足。
- 1957年（昭和32年）9月1日 - 出石町、小坂村および神美村の一部（大字宮内・坪井・袴狭・口小野・奥小野・安良・田多地）と新設合併し、改めて出石町が発足。同日室埴村廃止。

## 交通

### 鉄道路線
- 出石鉄道
  - 出石駅